# Жаворонково (Тверская область)
Жаворонково — деревня в Удомельском городском округе Тверской области.

## География
Деревня находится в северной части Тверской области на расстоянии приблизительно 34 км на север по прямой от железнодорожного вокзала города Удомля.

## История
Деревня впервые упоминается в 1501 году. В 1861 году это было сельцо с усадьбой, где проживала одна дворянская семья из 5 человек и временно проживали 12 крестьян. В 1922 году в Жаворонкове — сельскохозяйственная артель, позже колхоз «3-й Большевистский сев». В 1959 году деревню как опорный пункт Удомельского леспромхоза преобразовали в лесоучасток Жаворонково. Хозяйств было 45 (1958), 20(1986), 13 (1999). Позднее лесоучасток снова стал деревней. До 2015 года входила в состав Котлованского сельского поселения до упразднения последнего. С 2015 года в составе Удомельского городского округа. Ныне опустела.

## Население
Численность населения: 158 человек (1958 год), 38 (1986), 23 (1996), 15 (русские 100 %) 2002 году, 7 в 2010.